# د. رجا
د. رجا (بالإنجليزية: D. Raja)‏ هو سياسي هندي، ولد في 3 يونيو 1949. حزبياً، نشط في الحزب الشيوعي الهندي. وقد انتخب عضو راجيا سابها ‏ عن دائرة Tamil Nadu ‏ وقد انضم خلال فترته النيابية للكتلة البرلمانية الحزب الشيوعي الهندي.